# Morbius (pel·lícula)
Morbius és una pel·lícula de superherois nord-americana de 2022 basada en el personatge de Marvel Comics del mateix nom, produïda per Columbia Pictures en associació amb Marvel. Distribuïda per Sony Pictures Releasing, és la tercera pel·lícula de l'Univers Spider-Man (SSU) de Sony. Dirigida per Daniel Espinosa i escrita per Matt Sazama i Burk Sharpless, és protagonitzada per Jared Leto com el doctor Michael Morbius, al costat de Matt Smith, Adria Arjona, Jared Harris, Al Madrigal i Tyrese Gibson. A la pel·lícula, Morbius i el seu germà substitut Milo es converteixen en vampirs vius després de curar-se d'una malaltia rara de la sang. S'ha subtitulat al català.
Hi va haver diversos intents de portar Morbius a la pantalla gran des de 1998, incloent-hi unir-se a la franquícia Blade i tenir una pel·lícula en solitari produïda per Artisan Entertainment, cap dels quals va arribar a bon port. Després d'anunciar plans per a un nou univers compartit de pel·lícules inspirades en personatges relacionats amb Spider-Man a partir de Venom (2018), Sony va començar a desenvolupar una pel·lícula basada en Morbius. Sazama i Sharpless havien escrit un guió el novembre de 2017, i Leto i Espinosa es van incorporar oficialment el juny de 2018. El treball en la pel·lícula va començar a finals d'any amb el càsting, abans que la producció comencés a Londres el febrer de 2019.
Morbius es va estrenar a la Plaza Carso de Ciutat de Mèxic el 10 de març de 2022 i es va estrenar als Estats Units l'1 d'abril de 2022, després de ser retardat diverses vegades des d'una data inicial de juliol de 2020, principalment a causa de la pandèmia COVID-19. Va rebre crítiques en gran part negatives de la crítica, amb crítiques cap a la seva escriptura, efectes visuals i escenes posteriors als crèdits, tot i que l'actuació de Smith va rebre alguns elogis. La pel·lícula va recaptar 163 milions de dòlars a tot el món i es va convertir en objecte de diversos mems a Internet.